# Giorgis Xylouris

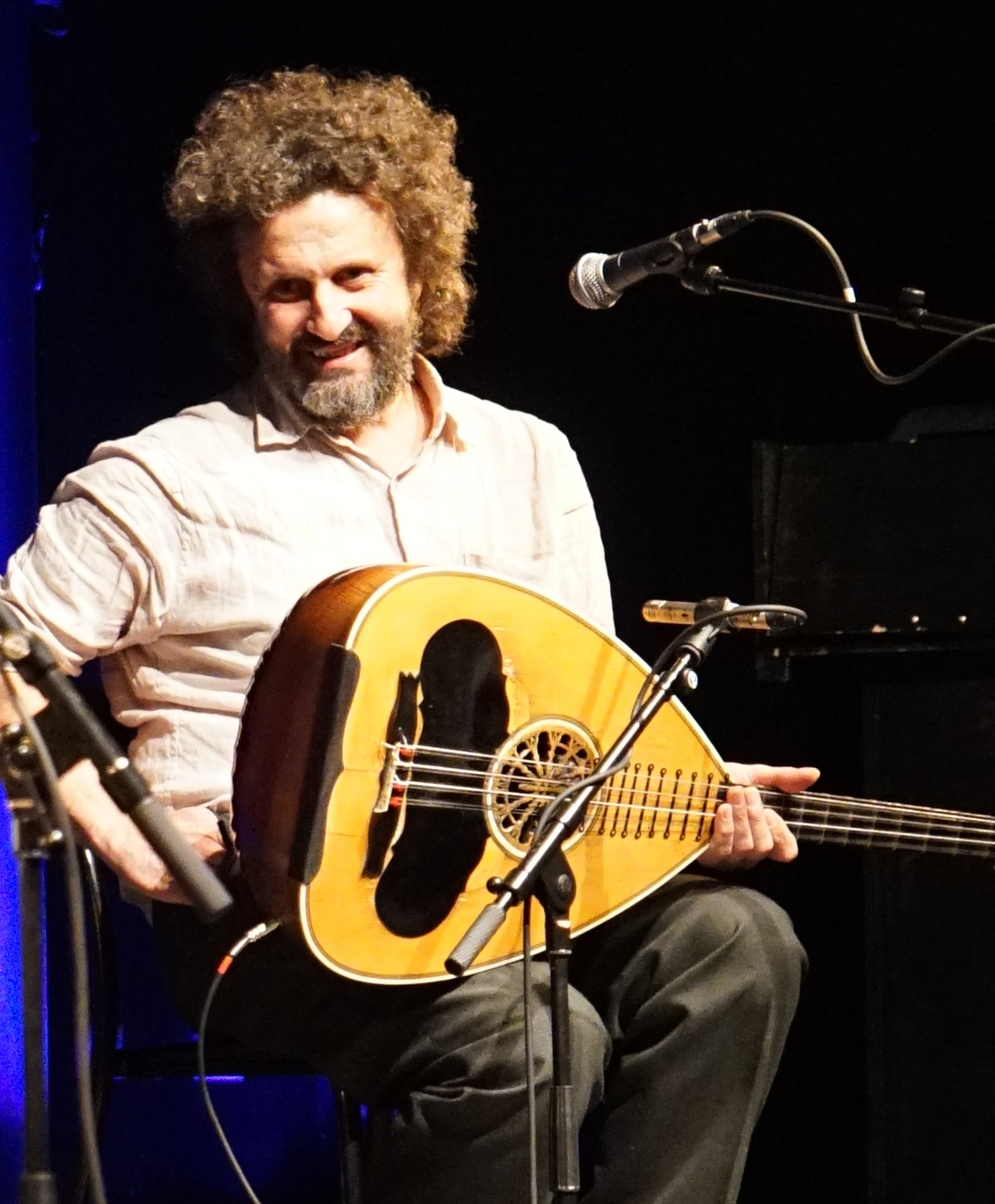
Giorgis Xylouris, 2015

Giorgis Xylouris (griechisch Γιώργης Ξυλούρης, auch Giorgos Xylouris, Γιώργος Ξυλούρης; * 25. September 1965) bekannt als Psarogiorgis (Ψαρογιώργης), ist ein griechischer Laoutospieler und Sänger.

## Leben
Xylouris entstammt einer griechischen Musikerfamilie. Sein Vater Andonis Xylouris (Psarandonis) ist Lyraspieler und Sänger, sein Onkel Nikos Xylouris (Psaronikos) war Komponist und Sänger. Ebenso schlugen sein Bruder Charalambos Xylouris, seine Schwester Niki Xylouris und seine drei Kinder Nikos, Adonis und Apollonia eine musikalische Laufbahn ein. Er wuchs in Anogia in der Tradition der kretischen Musik auf und wurde von seinem Onkel Giannis Xylouris (Psarogiannis) unterrichtet. Seit seinem elften Lebensjahr trat er mit seinem Vater auf. Später lebte er mehrere Jahre in Australien, wo er Anfang der 1990er Jahre das Xylouris Ensemble gründete.
Er entwickelte bei seinen Auftritten die kretische Laouto vom klassischen Gesangsbegleitinstrument zu einem Soloinstrument. Bei Konzerten trat er mit Folk- und Weltmusikern wie Giannis Angelakas, Vassilis Stavrakakis, Stelios Petrakis, Periklis Papapetropoulos und Giankos Chaitretis auf. Mit seinem Xylouris Ensemble nahm er mehrere Alben auf. Seit 2013 bildet er mit dem australischen Schlagzeuger Jim White das Duo Xylouris White.